# Општина Качика (Сучава)
Качика (рум. Cacica) општина је у Румунији у округу Сучава.
Oпштина се налази на надморској висини од 445 m.